# Антес, Хорст
Хорст Антес (род. 28 октября 1936[…], Хеппенхайм, Гессен) — родился 28 октября 1936 года в Хеппенхайме, немецкий художник, график и скульптор.
Он учился с 1957 по 1959 год у известного лесоруба ХАПА Гришабера в Государственная академия художеств Карлсруэ в Карлсруэ.
В своих ранних картинах Антес искал путь где-то между фигуративной живописью и ташизмом. Одним из его самых важных образцов для подражания был Виллем де Кунинг.
Примерно в 1960 году Антес открыл для себя свой «Копффюслер» (буквальный перевод: Верхний колонтитул), форму, которая занимала художника в многочисленных вариациях и художественных техниках. К 1963 году его «Копффюслер» был полностью развит в своих стилистических и контекстуальных предпосылках.
Художник получил несколько наград в 1960-х годах, в том числе премию Вилла-Романа во Флоренции в 1962 году и стипендию Вилла Массимо в Риме в 1963 году. Три года спустя, в возрасте всего 29 лет, Антес занял должность преподавателя в Академии в Карлсруэ.
За этим последовала должность профессора также в Карлсруэ, которую он занимал с 1967 по 1973 год, а также одногодичная должность приглашенного профессора в Государственной высшей школе искусств в Берлине. Художник возобновил преподавание в Академии в Карлсруэ в 1984 году и продолжал преподавать там еще 16 лет. В 1989 году региональная столица присудила ему премию Ханса-Мольфентера.
С 1990 года Антес живет и работает в Карлсруэ, Флоренции и Берлине. Его творчество включает в себя не только живопись и графику, но и скульптуры в общественных местах.
Его работы выставляются по всему миру и представлены во всех важнейших немецких коллекциях и др. в Художественном зале Гамбурга, Музее Людвига в Кельне, Национальной галерее Берлина и Музее современного искусства.